# Juan Carlos Pérez Frías
Juan Carlos Pérez Frías (Madrid, Comunidad de Madrid, España, 27 de julio de 1956) es un exfutbolista español que se desempeñaba como centrocampista. Es el tío del también futbolista Nacho Pérez y hermano de José Ignacio Pérez Frías.

## Clubes
| Club                  | País   | Año       |
| --------------------- | ------ | --------- |
| Club Deportivo Málaga | España | 1976-1985 |